# 図越利一
図越 利一（ずこし りいち 1913年9月17日 - 2001年7月7日）は、日本のヤクザ。三代目会津小鉄会会長。

## 略歴
昭和16年（1941年）、京都市の中島会・中島源之助会長から盃を受け、若衆となる。
昭和35年（1960年）、中島源之助が死去。同年、二代目中島会会長に就任。 
昭和50年（1975年）3月、会津小鉄の名跡を復活させ、三代目会津小鉄会会長に就任。
昭和61年（1986年）7月、四代目会津小鉄会会長の座を高山登久太郎に禅譲。

## 戦前～戦中
大正2年（1913年）9月17日、京都市下京区で父・利三郎の子として生まれた。崇仁尋常小学校卒業後、叔父の図越助次郎の経営する食肉加工工場で働いた。
食肉加工業者に6、7年勤務している間に不良の頭目となり、子分などを抱えるようになっていった。
1935年3月3日には鴨川を歩いている際に些細なことで愚連隊と乱闘になり日本刀で喧嘩相手一人を刺し殺した。その後自首したが傷害致死罪で懲役4年となり服役した。
1939年に出所すると賭場に入り浸るようになると同時に子分衆を増やした。程なく賭場で京都の有力者だった中島源之助と知り合い1941年10月、中島組の子分となった。

## 七条署乱闘事件
敗戦後の1945年12月に京都師団軍用砂糖の闇市場横流し事件があり、台湾人3人が京都府警に容疑者として逮捕された。それを契機として釈放を求めるものが大挙して五条署へ乱入するなど治安が乱れていた。
そのような流れの中、京都七条署は1946年1月18日に闇取引容疑者として朝鮮人1名を京都駅構内で逮捕しようとしたが、容疑者は「朝鮮人連盟京都本部出張所」へ逃げ、引渡しを要求したが拒否されるなど衝突が繰り返された。
当時占領軍統治下でもあり警察には治安能力がなく暴力組織と合同しての治安維持ではあった。
程なくして、同出張所の看板が割れるという事件が起きた事を根拠として、朝鮮人が七条署に1月24日に大挙して七条署を襲撃すると通告してきた。このため、図越組と癒着した七条署は図越組、図越利一に救済を要請。図越は子分を動員して七条署に待機、朝鮮人連盟を迎え撃ち壮絶な乱闘となった。乱闘では日本人側1名、朝鮮連盟側4名～7名といわれる死者が出た。
1951年には杉山清一による小説「特殊部落」（『オール・ロマンス』誌10月号）に実名で登場している。土方鐵は、この小説の舞台が京都市東七条（柳原地区、崇仁地区とも）という被差別部落であることを指摘し、「この小説で名前をもった部落民が、登場している。しかも実在の図越親分である。京都の人に聞けば、すぐ確認できる。東七条部落の人だ」と述べている。

## 大瓢箪会津小鉄会三代目の継承
戦後、図越の活躍で大きく勢力を伸ばした中島会（中島組）ではあったが、1960年4月13日に組長の中島源之助が亡くなった。その遺言で図越が二代目中島連合会会長になった。
もともと、中島会の本流はたどっていくと明治の会津小鉄に通じるものであったため、昭和30年代の二代目中島連合会の著しい勢力拡大と、図越の知名度から次第に上坂仙吉（会津小鉄）の名跡を継ぐのは図越しかいないと言う流れになった。ではなぜ図越利一が初代会津小鉄と関係があるかというと、図越の親分、つまり中島源之助が系譜を受け継いでいるからである。中島源之助は京都最大の博打の世界の貸元と言われていた人間であった。初代会津の小鉄、つまり上坂仙吉に長谷川伊三郎という右腕がおり、その長谷川伊三郎の孫分の木村徳太郎が中島源之助の親分という関係を持っていた。つまり、京都における遊侠界の保守本流に相当する大瓢箪の会津小鉄の系譜を持つのは中島源之助しかおらず、その跡目を継いだ図越は自然な流れで会津の小鉄の名跡を継ぐという運命づけられた存在であった。
当初、会津小鉄の継承を拒んでいたが、関西極道界の長老でもあった石本久吉（小久一家総長）をはじめとする周囲の懇願を受けて、昭和50年（1975年）3月、1935年以降途絶えていた大名跡「会津小鉄」を継承復活させることとなった。また、会津小鉄会は稲川会とも親戚関係を樹立し、図越利一と稲川会トップの稲川聖城は五分の兄弟ということで対等に話ができる間柄であった。
平成13年（2001年）7月7日、京都で死去した。87歳没。

## エピソード

### 図越利一と田岡一雄
図越利一と田岡一雄は互いに認める者として接点があった。1964年知人の披露宴で東京のホテルに赴いた折、図越と田岡は顔を合わせることになった。当時、田岡は明友会事件や、京都の木屋町で本多会と暴力事件などを起こし、緊張感が生じる状況であった。しかし、二人は意気投合し、図越は田岡を京都へ招くことになった。田岡は谷川康太郎を伴って殆ど一人で五条の図越邸を訪れ、図越と多勢の若い衆は皆その貫禄に驚いたと言う。そうしてお互いが認めあう仲となって行った。

## 図越利一 関連書籍
- 山平重樹『残侠 会津小鉄・図越利一の半生』双葉社 1992年 ISBN 4-575-23102-9
  - 山平重樹『残侠 会津小鉄・図越利一の半生』双葉社（双葉文庫）1999年 ISBN 978-4575506686

劇画
- 作画：山平重樹、画：高橋晴雅『実録 残侠 三代目会津小鉄 図越利一』竹書房バンブーコミックス、2004年-2005年 全4巻
  - 『実録 残侠 三代目会津小鉄 図越利一 稀代の侠客編』2004年7月、ISBN 4-8124-6045-X
  - 『実録 残侠 三代目会津小鉄 図越利一 激突！！七条署編』2004年9月、ISBN 4-8124-6104-9
  - 『実録 残侠 三代目会津小鉄 図越利一 木屋町事件編』2005年1月、ISBN 4-8124-6117-0
  - 『実録 残侠 三代目会津小鉄 図越利一 三代目襲名編』2005年6月、ISBN 4-8124-6257-6